# Janni Brixen
Janni Brixen (født 1967) er en dansk journalist, der er uddannet fra Danmarks Journalisthøjskole.
Hun var vært på Eleva2ren på TV 2 fra 22. januar 1993 til 20. maj 1994 sammen med Ole Stephensen. Dengang under navnet Janni Hansen. Hun kom derefter til Danmarks Radio hvor hun har været vært på TV-Avisen og fra 2001 almindelig reporter.
Hun har desuden produceret en række dokumentarudsendelser i serien Fak2eren til TV 2 og har for DR1 i 2000 tilrettelagt dokumentarserien Kongeriget Norden og i 2001 tv-programmet Johannes Ørkenridt.
Var i 2008 selvstændig kommunikationskonsulent, i 2010 journalist på DR P4 København og fra 2011-2014 pressechef i Danmarks Naturfredningsforening. Fra 2015 journalist og kommunikationskonsulent på Københavns Universitet, Samfundsvidenskabelige Fakultet